# عصر نهایت‌ها

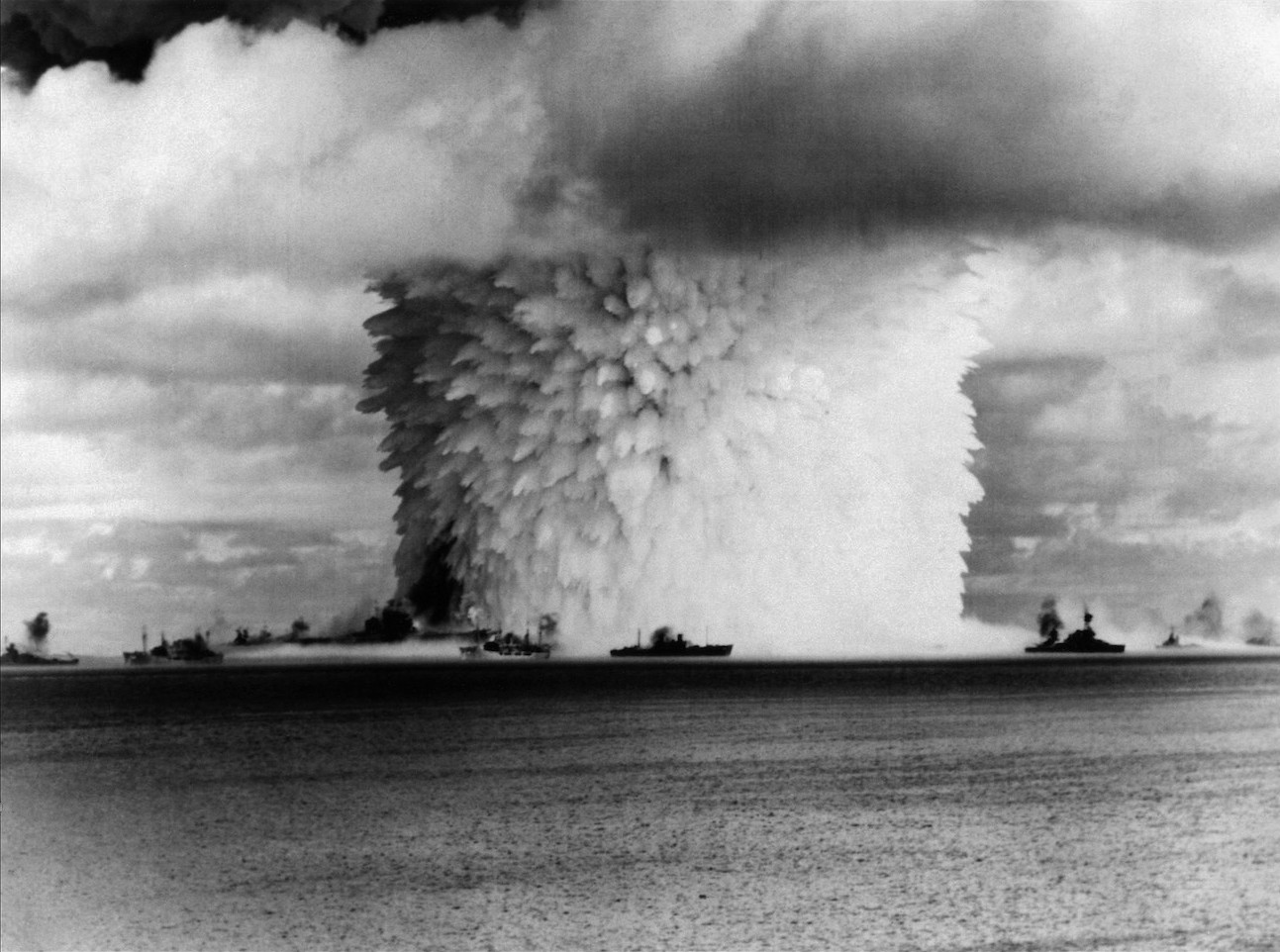
آزمایش سلاح‌های هسته‌ای در کراسرودز بیکر، ۲۶ ژوئیه ۱۹۴۶

عصر نهایت‌ها: تاریخ قرن کوتاه بیستم از ۱۹۱۴ تا ۱۹۹۱ کتابی است نوشته اریک هابسبام و منتشر شده در ۱۹۹۴.
هابسبام دوره آغاز جنگ جهانی اول تا فروپاشی بلوک شرق را «قرن کوتاه بیستم» می‌خواند و آن را در دنبالهٔ «قرن طولانی نوزدهم» (از انقلاب فرانسه تا جنگ جهانی اول) شرح می‌دهد. او سه کتاب به نام‌های عصر انقلاب، عصر سرمایه، و عصر امپراتوری‌ها در مورد تاریخ «قرن طولانی نوزدهم» نوشته است و «عصر نهایت ها» ادامه آن سه کتاب است.

## ترجمه فارسی
این کتاب تحت عنوان «عصر نهایت‌ها، تاریخ جهان ۱۹۱۴-۱۹۹۱» به ترجمه حسن مرتضوی و توسط موسسه انتشارات آگاه ابتدا در زمستان ۱۳۸۰ چاپ شد و در بهار ۱۳۸۳ به چاپ دوم رسید. دکتر خسرو پارسا مقدمه‌ای به چاپ فارسی آن نوشته است.